# Max Blancke
Max Blancke (* 4. Mai 1909 in Heinsberg; † 27. April 1945 in Hurlach) war ein deutscher SS-Hauptsturmführer und Lagerarzt in mehreren Konzentrationslagern.

## Leben
Max Blancke, promovierter Mediziner, war Mitglied der SS (SS-Nummer 162.897) und trat zum 1. Mai 1937 der NSDAP bei (Mitgliedsnummer 5.309.864). Blancke war ab 1940 als Lagerarzt im KZ Dachau und ab 1941 im KZ Buchenwald tätig. Mitte 1942 wurde er in das KZ Natzweiler-Struthof als Nachfolger von Hans Eisele versetzt. Vom 10. April 1943 bis zum 20. Januar 1944 war Blancke Standortarzt im KZ Majdanek und zusätzlich auch Chefarzt beim SS- und Polizeiführer in Lublin. Im März 1944 wurde Blancke in das KZ Plaszow versetzt. 
Die letzte Station von Blancke, der sich zumindest in Majdanek und Plaszow an Selektionen invalider Häftlinge zur Vergasung beteiligte, war das Dachauer Außenlager Kaufering IV – Hurlach. Aufgrund der dort grassierenden Typhusepidemie war Blancke einer von zwei SS-Angehörigen, die das Lager betreten durften. Bereits kurz vor der Befreiung des KZ Dachau am 29. April 1945 hatten amerikanische Soldaten den KZ-Außenlagerkomplex Kaufering erreicht. Ebenso wie andere Außenlager war auch das KZ-Außenlager Kaufering IV – Hurlach, kurz vor dem Einmarsch der US-Army am 28. April 1945, evakuiert worden. Im Zuge der Lagerauflösung zündeten SS-Männer auf Befehl von Blancke am Morgen des 27. April 1945 die Häftlingsbaracken an. Amerikanische Soldaten fanden etwa 360 Leichen von Häftlingen in Kaufering IV vor, wobei nicht gesichert ist, ob diese Marschunfähigen bei lebendigem Leibe verbrannten oder bereits vorher ermordet worden waren.
Am Abend des 27. April 1945 verübte Blancke in seinem Eigenheim gemeinsam mit seiner Ehefrau Suizid.